# توماش کژیژ
توماش کژیژ (چکی: Tomáš Kříž؛ زادهٔ ۱۷ مارس ۱۹۵۹) بازیکن فوتبال اهل چکسلواکی بود.
از باشگاه‌هایی که در آن بازی کرده‌است می‌توان به باشگاه فوتبال دارمشتات ۹۸، دوکلا پراگ، و باشگاه فوتبال بلشانی اشاره کرد.
وی همچنین در تیم ملی فوتبال چکسلواکی بازی کرده‌است.